# La Poule aux œufs d'or (court métrage)
Série Donald Duck
Pour plus de détails, voir Fiche technique et Distribution.
La Poule aux œufs d'or (Golden Eggs) est un court métrage d'animation américain des studios Disney avec Donald Duck, sorti le 7 mars 1941.

## Synopsis
Étant donné la hausse du prix des œufs, Donald essaie d'en récolter un maximum mais le coq qui règne sur la basse-cour n'est pas du même avis...

## Fiche technique
- Titre original : Golden Eggs
- Titre français : La Poule aux œufs d'or
- Série : Donald Duck
- Réalisation : Wilfred Jackson
- Scénario : Carl Barks et Jack Hannah
- Animation : Bernard Wolf
- Musique : Leigh Harline
- Production : Walt Disney
- Société de production : Walt Disney Productions
- Société de distribution : RKO Radio Pictures
- Format : Couleur (Technicolor) - 1,37:1 - Son mono (RCA Sound System)
- Durée : 8 min
- Langue : Anglais
- Pays :  États-Unis
- Dates de sortie : États-Unis : 7 mars 1941[1]

## Voix originales
- Clarence Nash : Donald Duck
- Florence Gill : Les poules

## Voix françaises
- Sylvain Caruso : Donald Duck

## Titre en différentes langues
D'après IMDb:
- Suède : Kalle Anka i hönshuset ; Guldägg

## Sorties DVD
- Les Trésors de Walt Disney : Donald de A à Z, 1re partie (1934-1941).